# Lyssomanes benderi
Lyssomanes benderi là một loài nhện trong họ Salticidae.
Loài này thuộc chi Lyssomanes. Lyssomanes benderi được Dmitri Viktorovich Logunov miêu tả năm 2002.